# Mobile User Objective System

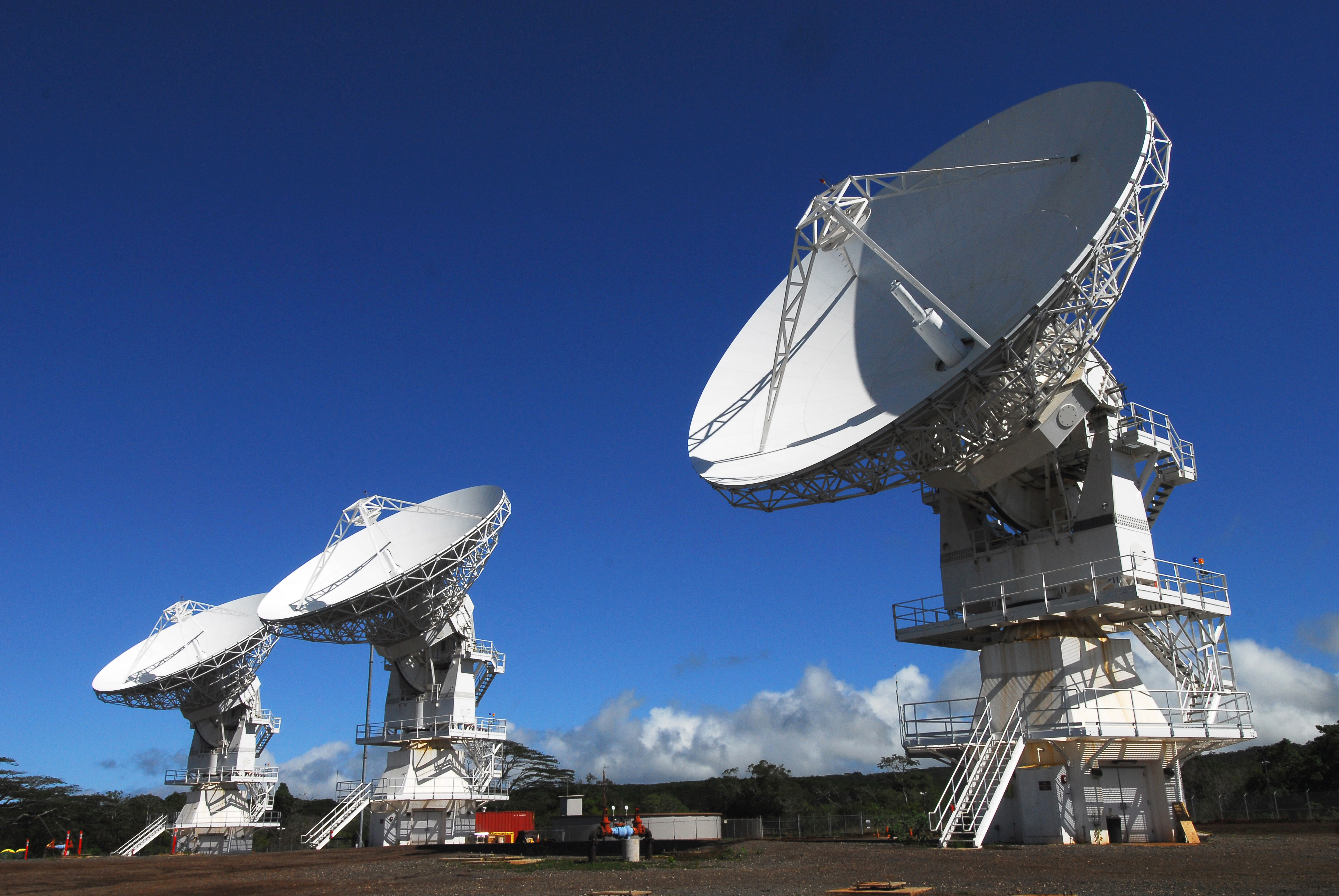
Stations terrestres du Naval Computer and Telecommunications Area Master Station Pacific de Wahiawades, comté d'Honolulu, à Hawaï construit pour le MUOS.

Mobile User Objective System ou MUOS est une constellation de cinq satellites de télécommunications militaires de la Marine de guerre américaine qui a remplacé progressivement, à compter de 2012, la constellation UFO qui remplissait le même rôle. Ce système repose sur des terminaux légers fonctionnant en bande UHF selon la norme W-CDMA. Le système complètement déployé en 2016 devrait rester opérationnel jusqu'en 2024.

## Fonctionnement
Les satellites MUOS sont des satellites de télécommunications géostationnaires permettent aux unités de la Marine de guerre américaine de communiquer entre eux selon une forme d'onde dérivée de la norme de troisième génération W-CDMA de téléphonie mobile. Fonctionnant en bande UHF avec des terminaux légers le réseau MUOS permet à des unités situées sur le terrain de communiquer avec un interlocuteur utilisant le même réseau n'importe ou sur la planète (hors zones polaires). Les données, qui sont transmises avec un débit maximum de 384 kilobits par seconde, peuvent être la voix, des données ou des images. Le système MUOS est complémentaire des systèmes de télécommunications militaires WGS, GBS (en) et DSCS nécessitant des terminaux beaucoup plus lourds mais autorisant de plus grands débits. Le système dispose d'une capacité qui est 10 fois plus importante que le système UFO qu'il remplace. Le système comprend 4 satellites en orbite géostationnaire assurant une couverture complète de la planète (plus un satellite de rechange), des antennes de réception sur Terre situées à Hawaï, Chesapeake, à Niscemi en Sicile, et en Australie ainsi que deux stations gérant le réseau situées en Virginie et à Hawaï. Chaque communication est captée par un satellite qui la renvoie en bande Ka vers une des antennes sur Terre ; elle est alors routée vers un des deux centres de gestion qui détermine la destination et fait suivre la communication vers l'antenne appropriée. Celle-ci renvoie l'émission vers le satellite géostationnaire qui la surplombe qui la réémet vers l'utilisateur final. Les satellites prennent en charge les communications émises à partir de terminaux utilisateurs développés pour la génération précédente UFO .

## Caractéristiques des satellites MUOS

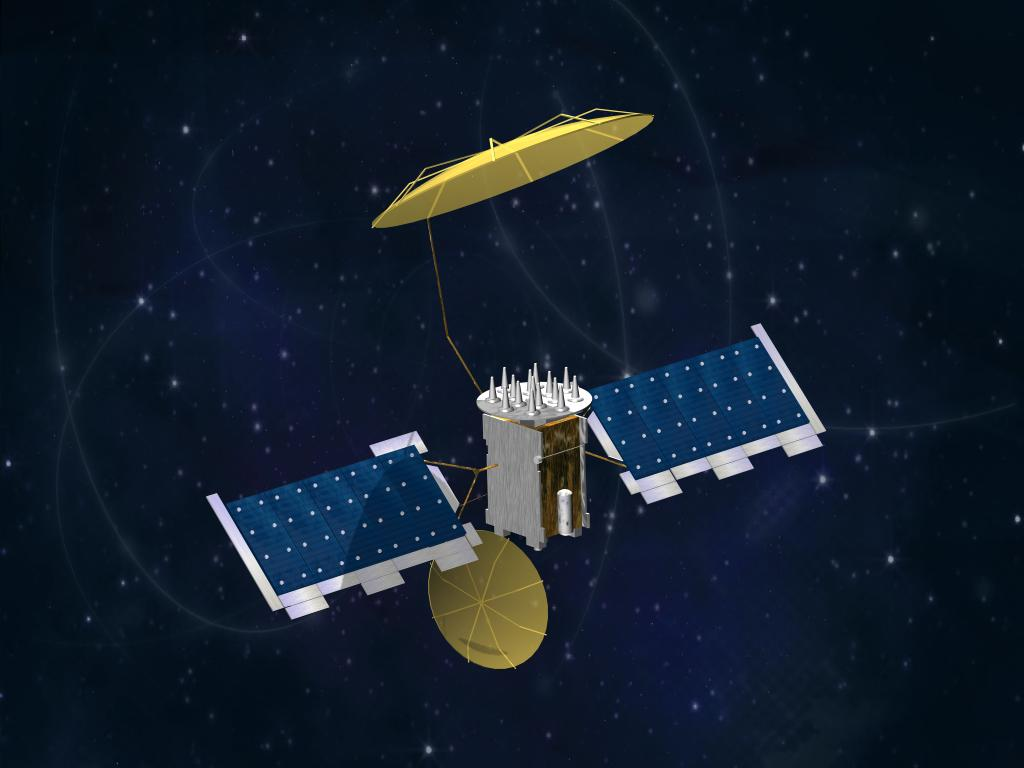
Satellite en orbite (vue d'artiste).

Le satellite MUOS utilise une plateforme A2100 de Lockheed Martin Space Systems développée pour les satellites commerciaux. Il dispose de deux réflecteurs paraboliques de 5  et   12 mètres de diamètre qui sont déployés une fois le satellite en orbite,,.
- Envergure (panneaux solaires déployés) : 28 m
- Largeur de la plateforme : 4,3 m
- Hauteur de la plateforme : 7,9 m
- Poids : 5,9 tonnes
- Durée de vie théorique : 15 ans
- Puissance du satellite : 9 800 watts

## Historique
La marine de guerre américaine a passé commande des deux premiers satellites  à la société Lockheed Martin Space Systems en septembre 2004 pour un montant de 2,1 milliards de dollars américain. Le programme a pris du retard car une partie du budget prévu initialement a été dépensé pour la guerre d'Irak. Le premier satellite a été placé en orbite géostationnaire en février 2012 par un lanceur Atlas V 551. Le cout total du projet jusqu'à la fin de sa vie opérationnelle en 2024 est évalué à 6,4 milliards de $.
| Nom    | Date lancement | Lanceur     | Identifiant COSPAR | Position orbitale | Statut |
| ------ | -------------- | ----------- | ------------------ | ----------------- | ------ |
| MUOS 1 | 24/02/2012     | Atlas V 551 | 2012-009A          | 177° Ouest        | Actif  |
| MUOS 2 | 19/07/2013     | Atlas V 551 | 2013-036A          | 100° Ouest        | Actif  |
| MUOS 3 | 21/01/2015     | Atlas V 551 | 2015-002A          | 15,5° Ouest       | Actif  |
| MUOS 4 | 02/09/2015     | Atlas V 551 | 2015-044A          | 75° Est           | Actif  |
| MUOS 5 | 24/06/2016     | Atlas V 551 | 2016-041A          | 72° Est (prévu)   | Actif  |